# Euphrasie Kouassi Yao
Euphrasie Kouassi Yao née le 18 avril 1964 à Bouaké en Côte d'Ivoire, a été conseillère spéciale du président de la République Alassane Ouattara chargée du genre pendant 7 ans. Depuis avril 2023, elle occupe le poste de conseillère spéciale du Premier ministre, toujours chargée des questions de genre.
Elle est la seule femme titulaire d'une chaire UNESCO Internationale en Côte d'Ivoire intitulée « Eau, Femme et Pouvoir de décisions ».

## Biographie

### Origine, Etudes & Formation
Euphrasie Kouassi Yao naît à Bouaké le 18 avril 1964. Son parcours scolaire est sanctionné par un BAC D en 1984 au lycée de jeunes filles de Yamoussoukro.
Elle poursuit des études supérieures littéraires et de géographie à l'université en Côte d’Ivoire, puis obtient un certificat d'aptitude professionnel d'enseignement secondaire (CAPES) en 1989 à l'École normale supérieure (ENS) d’Abidjan. En 2012-2013, elle obtient un master 2 professionnel en genre et développement de l'université de l'Atlantique d'Abidjan.
Elle est aussi titulaire d’un certificat advanced management program de MDE Business School/ISE obtenu à Barcelone. Euphrasie Kouassi a occupé le poste de ministre de la Promotion de la Femme, de la Famille et de la Protection de l'Enfant. Elle a conduit, avec une grande réussite, l'institutionnalisation de l'approche Genre en Côte d'Ivoire, en contribuant à instaurer un cadre favorable à la promotion du genre et à l’autonomisation de la femme.
En 2007, elle a écrit la politique genre de la Côte d’Ivoire. Sur le plan régional, la ministre Euphrasie Kouassi YAO a contribué de façon substantielle à la rédaction de la politique genre de l’Union africaine (2008) puis celle de la CEDEAO (2009).
Au niveau international, elle a contribué à la mise en place de l’Observatoire francophone pour le développement inclusif par le genre (OFDIG), en 2022, dont elle est membre du comité exécutif et du comité de gouvernance.

### Vie privée
Euphrasie Kouassi Yao est mariée et mère de 4 enfants.

## Carrière Professionnelle

### Enseignante
Euphrasie Kouassi Yao commence sa carrière professionnelle comme enseignante en histoire géographie au lycée Sainte-Marie d'Abidjan.

### Consultante
Euphrasie Yao est consultante internationale en genre et développement, suivi et évaluation auprès des Nations unies (FNUAP, PNUD, UNESCO, ONUCI…), la Banque africaine de développement (BAD) et la Banque mondiale.
Elle intervient principalement sur des thématiques comme l'approche genre, l'autonomisation de la femme, l'eau, la paix, le développement rural.

## Ecrivaine
Euphrasie Yao est auteure de 3 livres parus entre 2022 et 2025. " Le secret d'une Aventure, celle qu'on n'attendait pas au sommet"  paru en 2022.  L’Alliance entre le genre et la paix en Côte d’Ivoire », co-écrit avec la Journaliste indépendante norvégienne et experte en genre et développement, Guri Charlotte Wiggen et préfacé par la Directrice de la distribution, du Marketing et de la commercialisation de TV5Monde, Denise Epoté, paru aux éditions l’Harmattan le 10 mai 2024. Le troisième intitulé « Eky ou le secret de la réussite » est un roman tiré de son autobiographie paru aux Éditions Égalité des Chances en Septembre 2024.

### Titulaire de la chaire UNESCO «Eau, Femme et Pouvoir de Décisions»
En 2006, elle devient titulaire de la chaire UNESCO « Eau, Femmes et Pouvoir de Décisions » grâce au projet « Diatokro », projet axé sur la gestion des systèmes d’hydrauliques villageoises améliorées (HVA) dans la perspective du Genre. Euphrasie Yao est ainsi la première femme et la seule ivoirienne titulaire d'une chaire UNESCO.

### Haut Fonctionnaire d’État
De mars 2006 à juillet 2011, elle devient directrice nationale de l’Égalité et de la Promotion du Genre, puis en juillet 2011, responsable des questions de genre à la présidence de la République.

## Ministre de la Promotion de la Femme, de la Famille et de la Protection de l'enfant
Le 12 Janvier 2015, Euphrasie Kouassi Yao est nommée ministre ivoirienne de la Promotion de la femme, de la famille et de la protection de l'enfant,. Elle prend fonction le 15 Janvier 2015.
En 2018, la ministre Euphrasie Kouassi Yao a mis en place la formation en ingénierie du genre (FIG), qui a mis sur le marché plus de 400 experts en genre. Elle a ouvert, en 2022, au sein de l’université Félix Houphouët Boigny, le master en genre, économie et gestion durable de l'eau qui compte 35 auditeurs dont 18 femmes et 17 hommes. En 2020, Euphrasie Kouassi Yao a lancé officiellement le label Genre et compétitivité des entreprises (Label GECE).
Elle assure le pilotage du programme présidentiel Compendium des Compétences Féminines de Côte d'Ivoire (COCOFCI), reconnu meilleur programme en 2018 par le PNUD en Ethiopie, dont elle est la Coordonnatrice nationale depuis 2011.
Actrice majeure de l’élaboration des politiques genre en Côte d’Ivoire et au-delà même des frontières ivoiriennes, Euphrasie Kouassi YAO a travaillé à la mise en œuvre de la résolution 1325/2000 du Conseil de sécurité des Nations unies sur les femmes, la paix et la sécurité. Elle a conçu et assuré le déploiement de l’outil CREA-Paix portant sur la responsabilisation des femmes et des jeunes dans la résolution des conflits communautaires, et de la Banque d’amour et de solidarité efficace (BASE) au plus fort de la Covid-19.

### Actualité
Euphrasie Kouassi Yao a été la conseillère spéciale du président Alassane Ouattara chargée du Genre. Depuis avril 2023, elle est conseillère du Premier ministre chargée du genre également.

## Distinctions
·      Distinguée Dr Honoris Causa en Philosophie par l’université Jharkhand de Ranchi en Inde en reconnaissance de l’originalité de son approche Genre et développement, de ses Actions transformatrices en matière d'égalité des chances hommes-femmes, ainsi que son impact significatif sur la vie des communautés, des pays et du monde entier.
·       Première lauréate du Prix d’Excellence du Président de la République pour la valorisation des compétences féminines,
·       Désignée en novembre 2024 Présidente mondiale du G100 First Ladies Outreach, elle en charge de la sensibilisation des premières dames du monde sur les questions d’Égalité des Chances Hommes.
·       Élue Personnalité de l’année en Afrique Subsaharienne par le Magazine Africa Manager en 2024
·       Prix pour son engagement pour les droits de la femme décerné par la Commission Nationale des Droits de l’Homme de Cote d’Ivoire,
·       Prix du leadership féminin par la coalition des femmes leaders de Côte d’Ivoire,
·       Prix du Chandelier d’Or, pour la meilleure promotrice des femmes en Côte d’Ivoire,
·       Officier de l’Ordre National de la République de Côte d’Ivoire, 
·       Double Médaillée d’or du Water Cannes Symposium au 6ème et 8ème symposium international de l’eau de Cannes,
·       Prix administration publique de AllAfrica Leadership Féminin par AllAfrica Global Média,
·       Prix politique et TIC décerné à l’occasion des 150 ans de l’Union internationale des télécommunications,
·       Ambassadrice de la Paix décernée par la fédération des femmes pour la paix mondiale de Côte d’Ivoire,
·       Prix d’excellence de la femme africaine attribué par la commission de l’Union Africaine en Côte d’Ivoire,
·       Grand prix panafricain des leaders reçu de l’organisation Nouvelle Vision de l’Afrique (Nov’Afrique),
·       FAFEL Golden Awards du Leadership Féminin décerné lors de l’Edition 03 du FAFEL (Forum Africain des Femmes Leaders) à Ouagadougou, pour son leadership inspirant et impactant.
·       Prix Spécial Femme d’Exception et d’Impact dans la promotion du genre lors de l’édition 02 des Africa Women’s Award (AWA) au Cameroun
·       Prix "Bâtisseuse de ponts de la Paix", de la Fédération des Femmes pour la Paix Mondiale, section Côte d’Ivoire (FFPM CI)